# U-574 (tàu ngầm Đức)
U-574 là một tàu ngầm tấn công  Lớp Type VII thuộc phân lớp Type VIIC được Hải quân Đức Quốc Xã chế tạo trong Chiến tranh Thế giới thứ hai. Nhập biên chế năm 1941, nó chỉ thực hiện được một chuyến tuần tra duy nhất và đánh chìm được một tàu chiến tải trọng 1.190 tấn trước khi bị tàu sà lúp HMS Stork của Hải quân Hoàng gia Anh thả mìn sâu đánh chìm trong Đại Tây Dương về phía Đông quần đảo Azores vào ngày 19 tháng 12, 1941.

## Thiết kế và chế tạo

### Thiết kế

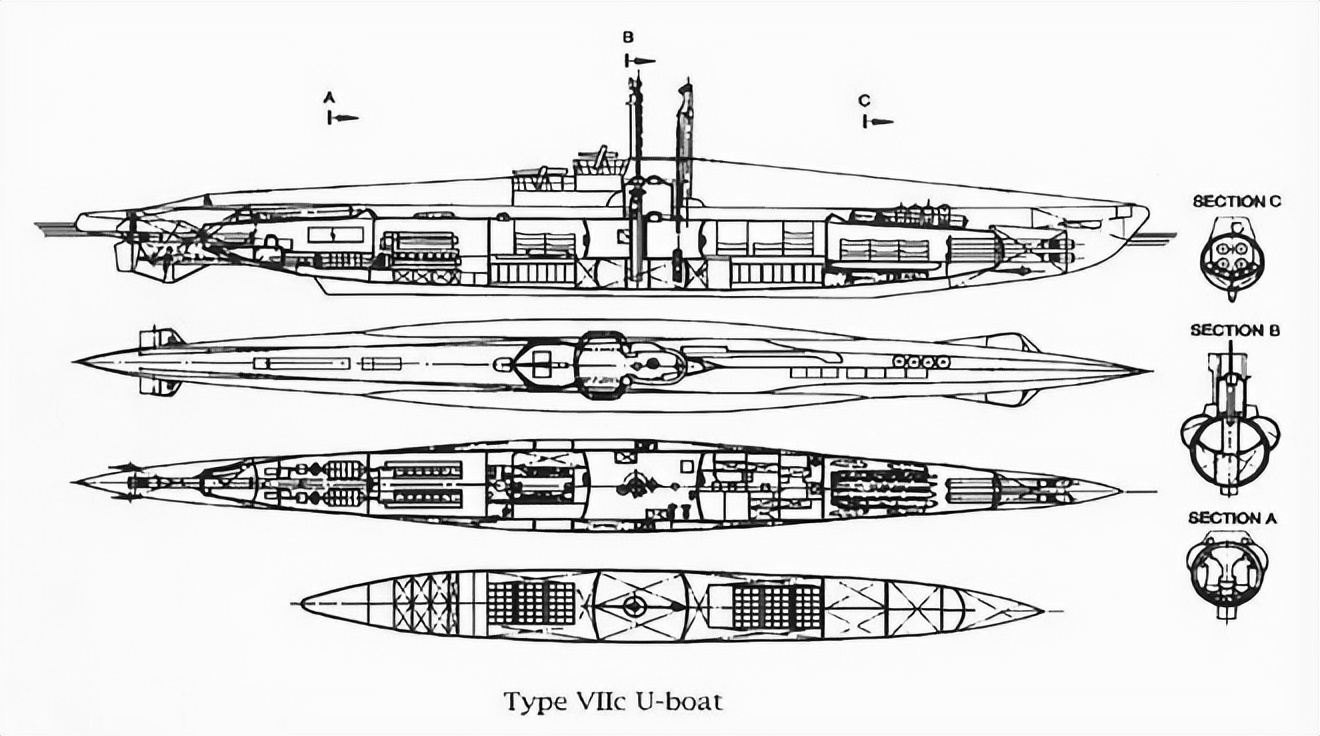
Sơ đồ các mặt cắt một tàu ngầm Type VIIC

Phân lớp VIIC của Tàu ngầm Type VII là một phiên bản VIIB được kéo dài thêm. Chúng có trọng lượng choán nước 769 t (757 tấn Anh) khi nổi và 871 t (857 tấn Anh) khi lặn). Con tàu có chiều dài chung 67,10 m (220 ft 2 in), lớp vỏ trong chịu áp lực dài 50,50 m (165 ft 8 in), mạn tàu rộng 6,20 m (20 ft 4 in), chiều cao 9,60 m (31 ft 6 in) và mớn nước 4,74 m (15 ft 7 in).
Chúng trang bị hai động cơ diesel Germaniawerft F46 siêu tăng áp 6-xy lanh 4 thì, tổng công suất 2.800–3.200 PS (2.100–2.400 kW; 2.800–3.200 bhp), dẫn động hai trục chân vịt đường kính 1,23 m (4,0 ft), cho phép đạt tốc độ tối đa 17,7 kn (32,8 km/h), và tầm hoạt động tối đa 8.500 nmi (15.700 km) khi đi tốc độ đường trường 10 kn (19 km/h). Khi đi ngầm dưới nước, chúng sử dụng hai động cơ/máy phát điện Garbe, Lahmeyer & Co. RP 137/c  tổng công suất 750 PS (550 kW; 740 shp). Tốc độ tối đa khi lặn là 7,6 kn (14,1 km/h), và tầm hoạt động 80 nmi (150 km) ở tốc độ 4 kn (7,4 km/h). Con tàu có khả năng lặn sâu đến 230 m (750 ft).
Vũ khí trang bị có năm ống phóng ngư lôi 53,3 cm (21 in), bao gồm bốn ống trước mũi và một ống phía đuôi, và mang theo tổng cộng 14 quả ngư lôi, hoặc tối đa 22 quả thủy lôi TMA, hoặc 33 quả TMB. Tàu ngầm Type VIIC bố trí một hải pháo 8,8 cm SK C/35 cùng một pháo phòng không 2 cm (0,79 in) trên boong tàu. Thủy thủ đoàn bao gồm 4 sĩ quan và 40-56 thủy thủ.

### Chế tạo
U-574 được đặt hàng vào ngày 24 tháng 10, 1939, và được đặt lườn tại xưởng tàu của hãng Blohm & Voss ở Hamburg vào ngày 15 tháng 6, 1940. Nó được hạ thủy vào ngày 12 tháng 4, 1941, và nhập biên chế cùng Hải quân Đức Quốc Xã vào ngày 12 tháng 6, 1941 dưới quyền chỉ huy của Hạm trưởng, Trung úy Hải quân Dietrich Gengelbach.

## Lịch sử hoạt động
Sau khi hoàn tất việc huấn luyện trong thành phần Chi hạm đội U-boat 1, U-574 tiếp tục phục vụ cùng đơn vị này để hoạt động trên tuyến đầu cho đến khi bị mất.
Chiếc U-boat xuất phát từ cảng Kiel, Đức vào ngày 8 tháng 11, 1941 cho chuyến tuần tra duy nhất trong chiến tranh. Nó tiến ra Bắc Hải, rồi băng qua khe GI-UK giữa các quần đảo Shetland và Iceland để vòng qua quần đảo Anh và hoạt động tại vùng biển giữa Bắc Đại Tây Dương. Sau đó nó di chuyển đến vùng biển gần lối ra vào phía Tây của eo biển Gibraltar, nơi nó phóng ngư lôi tấn công Đoàn tàu HG-76, đánh chìm được tàu khu trục HMS Stanley (1.190 tấn) của Hải quân Hoàng gia Anh ở vị trí khoảng 330 nmi (610 km) về phía Tây mũi Sines, Bồ Đào Nha.
Ngay sau đó, U-574 bị tàu sà lúp Anh HMS Stork tấn công bằng cách húc và thả mìn sâu, và bị đánh chìm ở vị trí về phía Đông Ponta Delgada, Azores, tại tọa độ 38°12′B 17°23′T / 38,2°B 17,383°T. Khi chiếc tàu ngầm đắm, Trung úy Dietrich Gengelbach Hạm trưởng từ chối rời tàu; tổng cộng có 28 thành viên thủy thủ đoàn tử trận, và có 16 người sống sót được cứu vớt và bị bắt làm tù binh chiến tranh.

### "Bầy sói" tham gia
U-574 từng tham gia hai bầy sói:
- Steuben (14 tháng 11 – 1 tháng 12, 1941)
- Seeräuber (14 – 19 tháng 12, 1941)

### Tóm tắt chiến công
U-574 đã đánh chìm được một tàu chiến tải trọng 1.190 tấn:
| Ngày              | Tên tàu     | Quốc tịch              | Tải trọng | Số phận      |
| ----------------- | ----------- | ---------------------- | --------- | ------------ |
| 19 tháng 12, 1941 | HMS Stanley | Hải quân Hoàng gia Anh | 1.190     | Bị đánh chìm |